# Nexuiz

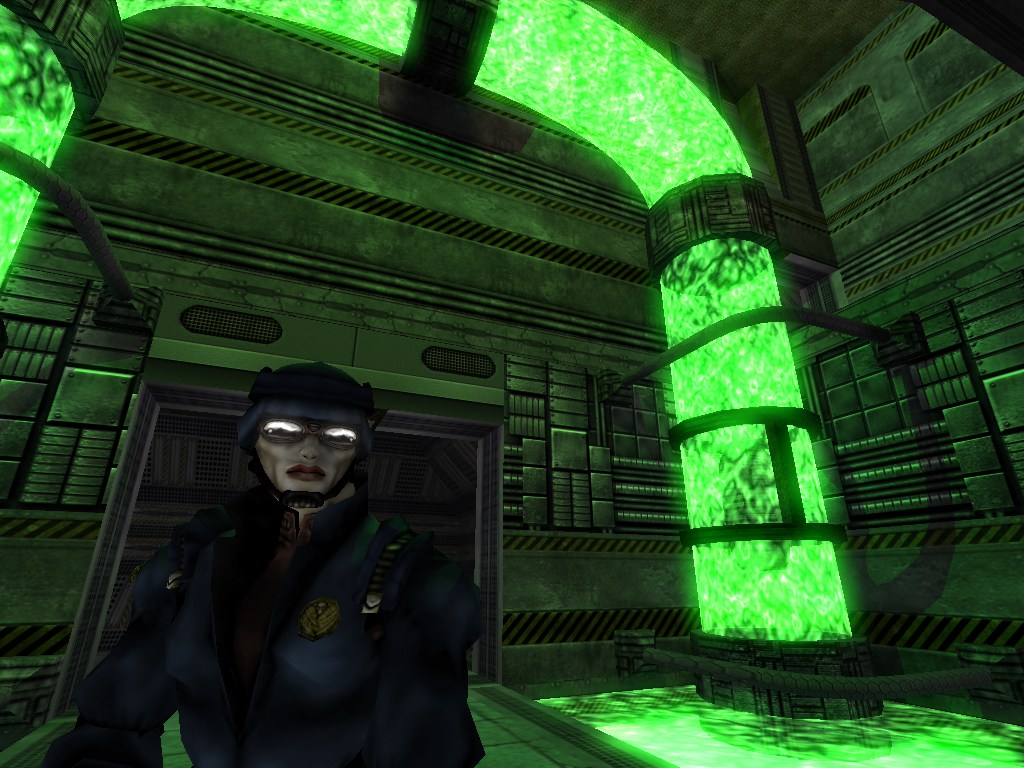
Nexuizのスクリーンショット

NexuizはAlien Softwareがオープンソースで開発したホラーとサイエンス・フィクション風味のファーストパーソン・シューティングゲーム。改造したQuake EngineのMODとしてスタートした本作はGPLに基づいて開発/配布されており、フルバージョンを無料で遊べる。
2012年1月19日には本作のリメイク版がXbox 360向けに配信された。